# Di-n-propylisocinchomeronat
Di-n-propylisocinchomeronat ist eine chemische Verbindung aus der Gruppe der Pyridinderivate. Es ist ein Ester der Isocinchomeronsäure (Pyridin-2,5-dicarbonsäure).

## Eigenschaften
Di-n-propylisocinchomeronat ist eine gelbliche Flüssigkeit, die praktisch unlöslich in Wasser ist.

## Verwendung
Di-n-propylisocinchomeronat wird als Insekten-Repellent verwendet. Es wurde 1957 durch die McLaughlin Gormley King Company (MGK) in den USA zugelassen.
Es gibt keine Hinweise auf die Verwendung von Di-n-propylisocinchomeronat in Pflanzenschutzmitteln. In Deutschland, Österreich und der Schweiz sind keine Pflanzenschutzmittel mit diesem Wirkstoff zugelassen.